# Momordica anigosantha
Momordica anigosantha är en gurkväxtart som beskrevs av Joseph Dalton Hooker. Momordica anigosantha ingår i släktet Momordica och familjen gurkväxter. Inga underarter finns listade i Catalogue of Life.